# Dipartimento di San Justo (Santa Fe)
San Justo è un dipartimento argentino, situato nella parte centrale della provincia di Santa Fe, con capoluogo San Justo.
Esso confina a nord con il dipartimento di Vera, a est con quelli di San Javier e Garay; a sud con il dipartimento di La Capital e a ovest con quelli di Las Colonias e San Cristóbal.
Secondo il censimento del 2001, su un territorio di 5.575 km², la popolazione ammontava a 40.379 abitanti, con un aumento demografico del 9,47% rispetto al censimento del 1991.
Il dipartimento, nel 2001, era suddiviso in 18 distretti (distritos), con questi municipi (municipios) o comuni (comunas):
- Angeloni
- Cayastacito
- Colonia Dolores
- Colonia Esther
- Gobernador Crespo
- La Camila
- La Criolla
- La Penca y Caraguatá
- Marcelino Escalada
- Naré
- Pedro Gómez Cello
- Ramayón
- San Bernardo
- San Justo
- San Martín Norte
- Silva
- Vera y Pintado
- Videla